# Maria Teresia av Österrike
Maria Teresia (Maria Theresia Walburga Amalia Christina), född 13 maj 1717 i Wien, död 29 november 1780 i Wien, var regerande drottning av Ungern, Böhmen, Kroatien och Slavonien, regerande ärkehertiginna av Österrike, och regerande hertiginna av Parma och Piacenza. Hon var dessutom genom äktenskap tysk-romersk kejsarinna och storhertiginna av Toscana. Hon var mellan 1740 och 1765 formellt samregent med sin make, och från 1765 till 1780 med sin äldste son Josef.

## Biografi

### Bakgrund

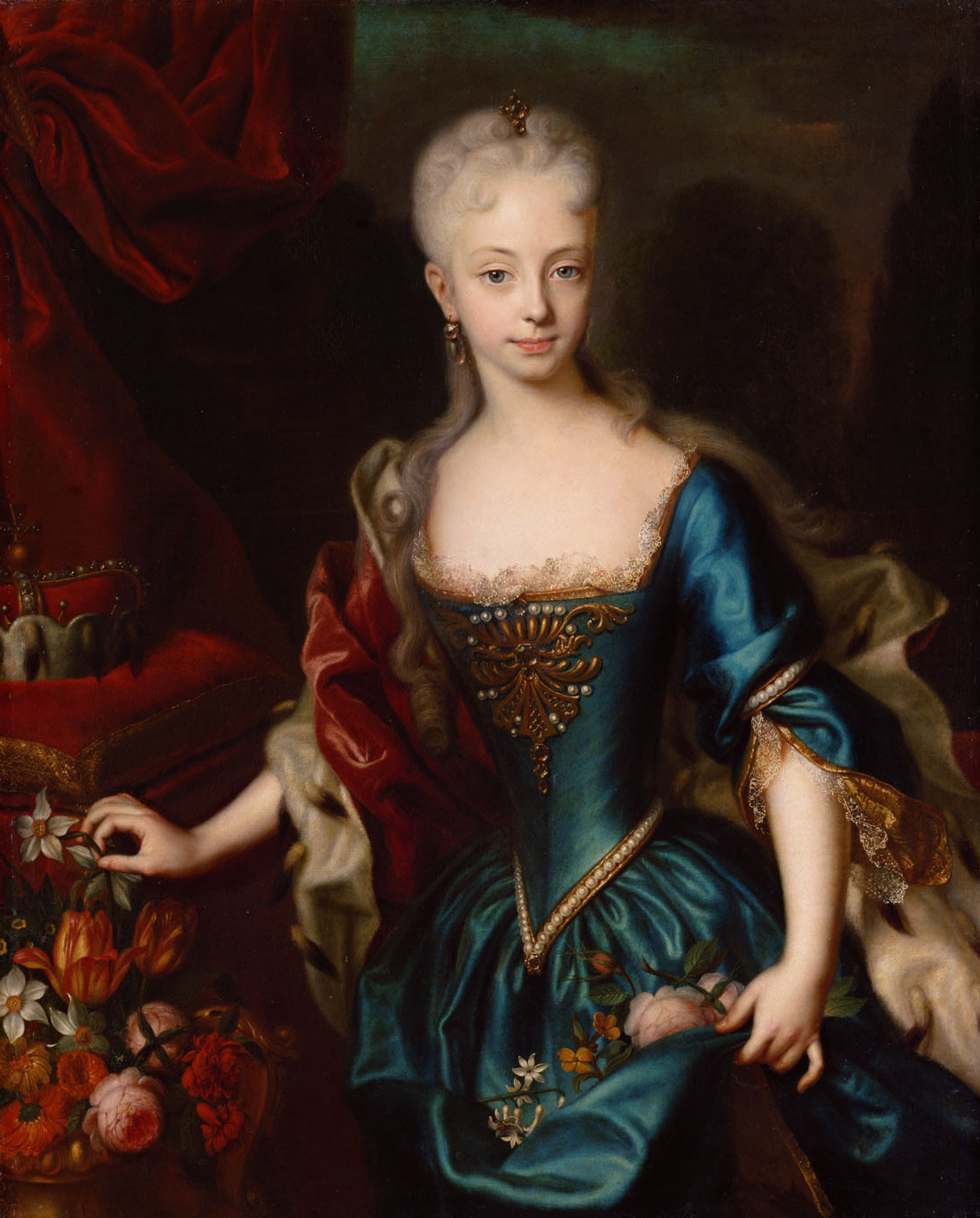
Maria Teresia som elvaåring 1728.

Maria Theresia var dotter till Karl VI och Elisabeth Christina av Braunschweig-Wolfenbüttel. Hon regerade från 1740 över det Habsburgska riket, vilket hon genom den Pragmatiska sanktionen fick överta efter sin far Karl VI, som saknade manliga arvingar.
Maria Theresia döptes samma kväll hon föddes och fördes till dopet med de två änkekejsarinnorna, hennes farmor Magdalena Eleonora och hennes farbrors änka Wilhelmina Amalia, som gudmödrar. Vid dopet fördes hon till ceremonin före sina två kusiner Maria Josefa och Maria Amalia, och förbi deras mor Wilhelmina Amalia: detta skulle symbolisera att hon gick före sina kusiner i rang i tronföljden. Genom den Pragmatiska sanktionen 1713 ersatte hon genom sin födelse sin kusin Maria Josefa som tronföljare, trots att den föregående tronföljdsordningen från 1703 hade placerat hennes kusiner först så som döttrar till den äldre brodern.
Trots att Maria Theresia genast erkändes som arvinge av sin far, betraktades hennes födelse som ett misslyckande och en besvikelse, och fadern föredrog att planera för födelsen av en eventuell son som kunde ersätta henne och utbildade henne därför inte till en framtida monark. Hon uppfostrades inte som en tronarvinge, utan fick samma undervisning i musik, dans, teckning, målning och etikett som brukade tillfalla döttrar som skulle giftas bort för att bli drottningar i ett annat land. Hon beskrivs som en begåvad musiker och sångare och agerade i operaföreställningar och teaterpjäser med medlemmar av hovet. Hon undervisades av jesuiter, som lärde henne latin men försummade övriga ämnen. Hon växte företrädesvis upp på Favoritapalatset utanför Wien. Under sin uppväxt intresserade hon sig för sång och bågskytte och medverkade gärna i amatöropera, men förbjöds av fadern att lära sig att rida. Hon fick en nära relation till sin lärare i etikett, Marie Karoline von Fuchs-Mollard.
Med början från sin 14:e födelsedag år 1731 närvarade hon vid regeringens sammanträden, men fadern diskuterade fortfarande inte politik med henne. Först omkring 1735 började hon betraktas som en reell maktfaktor och utländska ambassadörer började rapportera om henne. Hon beskrivs som ett mönster av takt och diskretion, och accepterade sin fars vägran att behandla henne som tronarvinge utan att själv tvivla på sin uppgift att efterträda honom. Venedigs sändebud bedömde att ingen kvinna kunde vara mer lämpad att efterträda sin far.

### Familj och privatliv

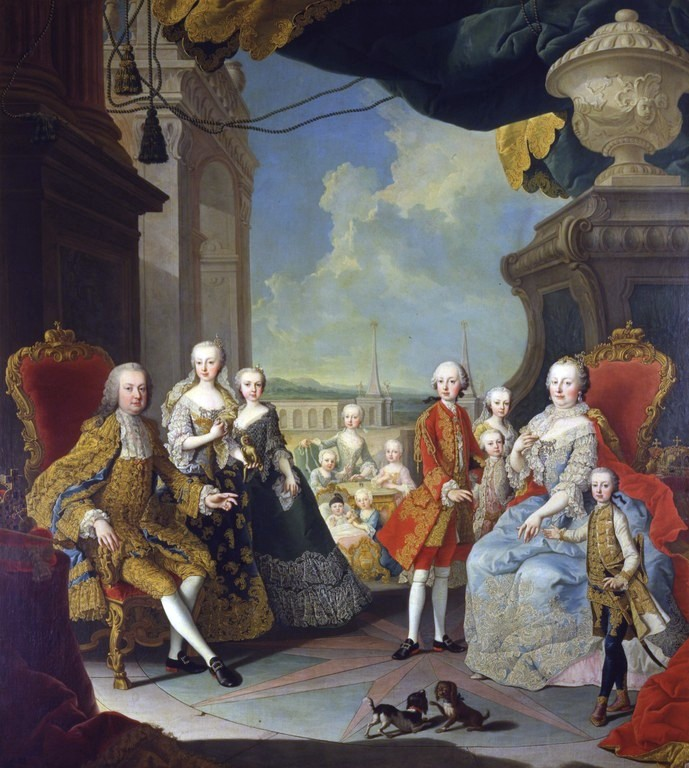
Maria Theresa med familj av Martin van Meytens, 1754.

Många olika planer gjordes upp om hennes äktenskap. Hennes far trolovade henne först med prins Clement av Lothringen, och det var avtalat att denne skulle besöka henne i Wien 1723. När han avled i kopporna ersattes han av sin bror, hertig Frans Stefan av Lothringen (regerade som Frans I), som kom till Wien 1723 och levde där fram tills han ärvde tronen i Lothringen 1729. Frans Stefan var favoritalternativet, men fadern övervägde parallellt andra lösningar. Det mest betydelsefulla var ett dubbelgiftermål för Maria Theresia och hennes syster med Spaniens tronföljare och dennes bror, men dessa planer stupade genom internationellt tryck 1725, eftersom Europa inte ville se en så stark allians mellan Österrike och Spanien.
Maria Theresia fattade tycke för Frans Stefan när han bodde i Wien 1723–1729 och var nöjd med att giftermålet med honom till slut skulle genomföras. Hennes brev till honom under deras trolovningstid vittnar om att hon var uppriktigt förälskad i honom, medan hans egna var formella och artiga. Maria Theresia ska ha älskat honom passionerat under hela äktenskapet, men tidigt insett hans brist på politisk begåvning och alltid hållit honom utanför statens affärer. Paret förlovades officiellt under Polska tronföljdskriget 1736. Vigseln mellan Maria Theresia och hertig Frans Stefan av Lothringen ägde rum 12 februari 1736. Enligt överenskommelsen med Frankrike skulle hertigdömet Lothringen övergå till den franske monarkens svärfar (och efter honom till Frankrike) i utbyte mot storhertigdömet Toscana, som skulle tillfalla Frans Stefan så snart Toscanas barnlöse monark avled. År 1737 tillföll Toscana hennes make, och Maria Theresia följde med honom då han tillträdde tronen i Florens 1738. Under det korta besöket i Toscana medverkade hon i en duett med den berömda tenoren Senismo, som brast i gråt över hennes skönhet och röst. De kallades dock snabbt tillbaka av hennes far. Under slutet av det polska inbördeskriget blev Frans Stefan föremål för impopularitet då han anklagades för att vara fransk spion under den hungersnöd som orsakades av krigsekonomin och föraktades för sin militära inkompetens.
Äktenskapet beskrivs som lyckligt och hon födde sexton barn, däribland döttrarna Marie-Antoinette och Maria Karolina och sönerna Josef II och Leopold II. Maria Theresia ska ha älskat Frans Stefan uppriktigt och plågades av hans otrohet, särskilt med Maria Wilhelmina av Auersperg: vanligen hade Frans Stefan endast tillfälliga sexuella partners, ofta bland artister från de italienska opera- och teatersällskapen vid hovet, men förbindelsen med Auersperg var långvarig. Makens död 1765 var ett svårt slag för Maria Theresia som hon aldrig lyckades övervinna. Hans bortgång fick henne att nästan begå självmord och under den första tiden tålde hon inte ens att se sina yngsta barn.
Maria Theresia beskrivs som en tillgiven men dominant förälder, som älskade sina barn men ansåg att det var hennes rättighet att styra deras liv och kräva deras lydnad i sina politiska planer även sedan de var vuxna. Hon arrangerade deras äktenskap av politiska skäl och dominerade dem sedan via regelbunden brevväxling.
Maria Theresia utsåg 1741 Manöl Telles de Meneses e Castro, greve Tarouca, till sin personliga rådgivare. Hans uppgift var att agera som hennes personliga kritiker i hennes privat- och politiska liv med uppgift att kritisera henne och alltid tala om sanningen för henne. Det gick rykten om att han var hennes fasta älskare: i Österrike fanns det under denna tid en etablerad sedvänja för äkta par att ha en äkta maka och en livslång älskare eller älskarinna, en form av öppet men inte uttalat förhållande som då var accepterat. Tarouca hade dock inte ett sexuellt förhållande med Maria Theresia, men han fortsatte som hennes "samvete" fram till sin död och blev 1755 hertig. Hennes sekreterare, hovdamen Elisabeth von Fritz, och hennes efterträdare kammarjungfrun Charlotte Hieronymus, var till viss grad hennes förtrogna, och behandlades hjärtligt men strängt.
Det österrikiska hovet var under hennes tid informellt och familjärt, förutom vid högtidliga tillfällen, då en spansk pompös hovetikett praktiserades, och Maria Theresia förstärkte detta och avskaffade den spanska etiketten förutom vid högtider. Hon lärde sig rida gränsle för att kunna delta i den ungerska kröningsceremonin, där ridning ingick, och väckte uppmärksamhet då hon gav order om att även hennes hovdamer skulle rida gränsle, klädda i läderbyxor under kjolarna, något hon skulle fortsätta med. Hon tyckte om att rida, sjunga och spela musik, och ägnade sig särskilt åt nöjesliv under karnevalstiden; den berömda karusellen under karnevalen 1742–43, det vill säga en låtsastornering där även hon själv deltog, tillhörde de mest högtidliga tillfällena under hennes regeringstid. Hon och kejsarfamiljen avlade besök som påminde om statsbesök hos lokala magnater runtom i imperiet, och fram till makens död 1765 tyckte hon om dessa tillfällen, men som änka drog hon sig tillbaka från allt nöjesliv.

### Tronbestigning
Den 20 oktober 1740 avled fadern och Maria Theresia tillträdde de troner som ingick i de Habsburgska arvländerna. Vid faderns död var riket skuldsatt och saknade pengar, då fadern hade spenderat alla sina pengar på utrikespolitik. Armén hade inte fått betalt, men var fortfarande lojal. Maria Theresia följde initialt faderns råd om att behålla hans rådgivare och referera till sin make i politiska frågor hon inte behärskade på grund av sin oerfarenhet. Regeringen var dock passiv och avvaktande. För att få reda på vad allmänheten i Wien tyckte om henne sände hon ut sin hovdam Elisabeth von Fritz i förklädnad för att blanda sig med mängden och rapportera vad hon hörde. von Fritz rapporterade att allmänheten ogillade Maria Theresia enbart på grund av hennes make, som de avskydde och inte litade på. Maria Theresia gjorde honom ändå formellt till sin medregent jure uxoris, men var sedan dess alltid noga med att göra klart att hon i praktiken var den enda makthavaren.
Hon såg det som nödvändigt att behålla kejsarvärdigheten, men eftersom hon på grund av sitt kön inte tilläts kandidera till titeln, utsåg hon sin make till kandidat. För att göra honom valbar och få honom accepterad som kandidat till den tysk-romerska kejsarvärdigheten, måste han vara monark inom det tysk-romerska riket, och eftersom hon inte heller tilläts rösta i de kejserliga riksdagen på grund av sitt kön, så gav hon honom rösträtt till kejsarvalet och gjorde honom valbar till kandidat genom att utnämna honom till sin medregent. Det dröjde dock till 1741 innan särskilt Ungern hade accepterat honom som hennes medregent. Makens ställning som medregent var dock bara formell: han närvarade vid regeringssammanträdena, men hans åsikt betydde aldrig någonting i politiska sammanhang, och hon brukade säga åt honom att lämna sammanträdet om han hade en annan åsikt än hennes.
Maria Theresia utnämnde Frans Stefan till sin medregent 21 november 1740. Dagen därpå, den 22 november 1740, erkändes hon officiellt som monark då arvländernas representanter avlade sin trohetsed till henne. Maria Teresia kröntes först den 25 juni 1741 i Bratislava.

### Utrikespolitik

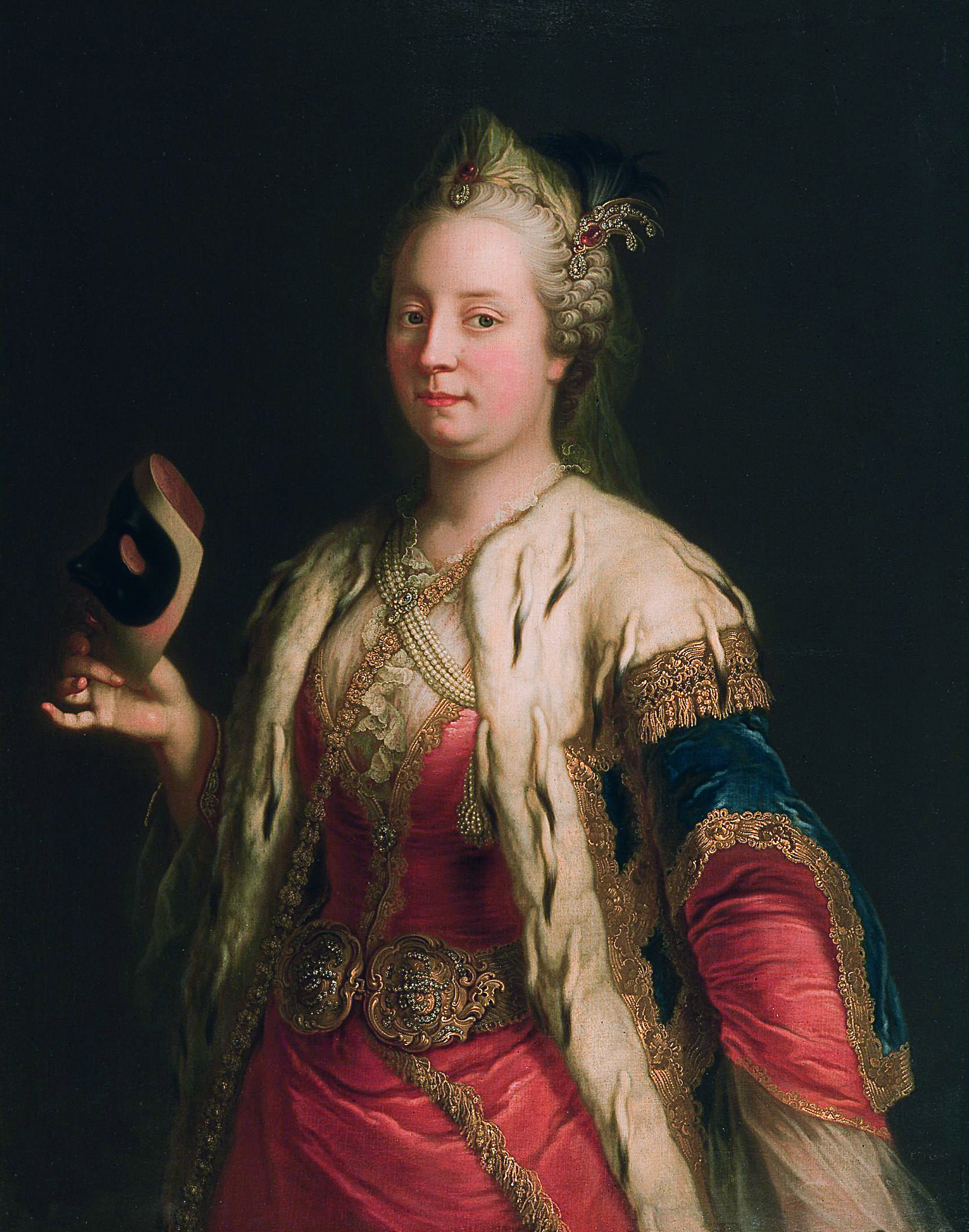
Maria Theresia, cirka 1744 av Martin van Meytens.

Vid österrikiska tronföljdskrigets slut 1748 tvingades hon avstå Schlesien till Preussen, men lyckades bland annat genom ungrarnas trofasta stöd nå sitt huvudsyfte - att hålla samman det habsburgska väldet.
Genom den så kallade alliansernas omvälvning 1756, vilken gjorde arvfienderna Österrike och Frankrike till bundsförvanter, lyckades hon skapa en koalition mot Preussen. Det sjuårskrig (1756–1763) som därpå följde ledde dock inte till den revansch hon hoppats på, utan Schlesien förblev preussiskt.
Direkt efter hennes tronbestigning 1740 bröt en rad av de makthavare som hade lovat att godkänna den pragmatiska sanktionen sina löften: Karl Albert av Bayern, gift med hennes kusin Maria Amalia, som fått avstå från sin arvsrätt, gjorde anspråk på delar av arvet med stöd av änkekejsarinnan Wilhelmina Amalia och drottning Elisabet av Spanien. Maria Theresia lyckades dock i november försäkra sig om stöd från Savojen, vilket fadern inte lyckats med. I december 1740 invaderade Fredrik av Preussen Schlesien och begärde att få området i utbyte mot sitt stöd. Maria Theresia vägrade. Hon utsåg Wilhelm Reinhard von Neipperg till överbefälhavare i mars. I april 1741 led Österrike nederlag vid Mollwitz. Frankrike bröt då sitt löfte och föreslog en delning av Österrike mellan Preussen, Bayern, Sachsen och Spanien och förenade sina styrkor med Preussen. Frans Stefan och Storbritannien rådde då Maria Theresia att gå med på Preussens krav.
Maria Theresia fick dock oväntat stöd från Ungern. Den 25 juni 1741 kröntes Maria Theresia till Ungerns kung i Sankt Martins Katedral i Bratislava. För att sätta sig över de invändningar som fanns mot en monark av kvinnligt kön, såg hon till att utföra ceremonin så som sina manliga företrädare, något som bland annat krävde att hon lärde sig att rida: hon antog också manliga titlar och kröntes därför till kung av Ungern och inte till drottning, även om hon informellt kallades drottning. Även i Österrike kallades hon som monark för ärkehertig och inte ärkehertiginna. I juli avföll Sachsen som allierad och blev fiende och Storbritannien förklarade neutralitet. Maria Theresia framträdde i september 1741 framför Ungerns riksdag med sin arvinge Josef i famnen och bad om deras stöd, om allmän mobilisering och stöd åt Frans Stefan som samregent, och hon lyckades uppnå detta genom att smickra dem och gå med på en del av deras krav.
1741 fick Maria Theresia meddelande om att Böhmen föredrog Karl Albert framför henne som sin monark: i oktober förklarades han för kung i Böhmen, och 24 januari 1742 valdes han till kejsare. Maria Theresia överraskade alla genom en vinterkampanj och erövrade Karl Alberts huvudstad München samma dag han valdes till kejsare. I juni 1742 slöts fred mellan Österrike och Preussen, och Maria Theresia inriktade sig främst på Böhmen. Vintern 1742 utrymdes Frankrike Böhmen, och den 12 maj 1743 kröntes Maria Theresia till Böhmens kung i Prag.
I augusti 1744 anföll Preussen Prag i fruktan för den österrikiska expansionen. Den franska planen övergavs dock med Karl Alberts död i januari 1745. I maj 1745 erövrade Frankrike de Österrikiska Nederländerna. Den 13 september 1745 valdes Frans Stefan till kejsare, och i december erkände Preussen honom som kejsare samtidigt som Maria Theresia erkände förlusten av Schlesien till Preussen. Ytterligare tre års strider utspelade sig i Norra Italien och Österrikiska Nederländerna. I freden 1748 överlät Österrike Schlesien till Preussen och Parma till den franske kungens svärson prins Filip av Spanien.

### Inrikespolitik
Maria Theresia var konservativ och antisemitisk men genomförde trots detta mer för att förhindra livegenskapen i sina landområden än vad någon annan regent gjort före Josef II under 1700-talet. Dock gick hon långsamt och försiktigt tillväga, något som Josef II inte hade tålamod till.
Maria Theresia var en uppriktigt troende katolik. Hon trodde att religiös enighet var nödvändigt för ett fredligt samhälle och avvisade religionsfrihet. Hon tillät dock inte att religionen ställde sig i vägen för politiken, avvisade kyrkans inblandning i regeringens angelägenheter, höll ett avstånd till påven och kontrollerade utnämningen av höga kyrkliga poster. Hon upplöste också en del kloster och förbjöd flera katolska klosterordnar. Till skillnad från sina företrädare föredrog hon den jansenistiska grenen av katolicismen. Maria Theresia var i början av sin regeringstid välvilligt inställd till jesuiterna, men så småningom övertygades hon av sina rådgivare om att de innebar ett hot mot regeringen. Hon lät då förvisa dem och konfiskera deras egendom.
Maria Theresia uppfattade religiös enighet som nödvändig och bedrev en missionspolitik där hon uppmuntrade konverteringar till katolicismen genom statliga pensioner till konvertiter. Hon jämställde de grekisk-ortodoxa med de romersk-katolska, men förföljde både judar och protestanter. I juni 1744 utfärdade hon en lag om förvisning av judarna. Även protestanterna förvisades, men i deras fall inom riket: till Transsylvanien. Hon förbjöd dock tvångsomvändelse av judiska barn och katolska kyrkan att kräva judar på trosböter 1762–63. Först på sin medregent Josefs begäran 1777 upphörde hon med sin förföljelse av protestanterna och gav dem tillstånd att praktisera sin religion privat.
Hösten 1747 införde Maria Theresia den så kallade Kyskhetskommissionen, som blev mycket omtalad. Dess uppgift var att övervaka den allmänna sexualmoralen, och dess agenter hade rätt att genomföra husundersökningar och arrestera män som ertappades med att underhålla kvinnor av "lös moral" och placera kvinnorna i kloster eller, ifråga om utlänningar, utvisa dem ur riket. Kommissionen uppväckte allmän vrede, ledde till skandaler då den blev orsak till att flera artister förvisades, bland annat den berömda italienska sopranen Santini. På grund av den häftiga impopulariteten som också bland annat ledde till att monarken förlöjligades avskaffades kommissionen efter ett halvår, men poliskåren uppmuntrades i fortsättningen att spionera för att upprätthålla sexualmoralen, och även adelsdamer kunde på polisagenters rapporter förvisas från Wien till Trieste eller Olmütz om deras äktenskapsbrott blev för indiskreta.
Maria Theresia införde 1749 en centraliserad byråkrati och en stående nationalarmé med hjälp av Friedrich Wilhelm von Haugwitz. Hon lyckades nästan tvinga hela adeln och kyrkan att betala skatt, vilket fördubblade statsinkomsterna. År 1760 grundade hon en statsförsamling. Hon införde smittkoppsvacinering 1767, efter att ha vaccinerat sina egna barn och därefter ha inbjudit den första gruppen barn till en middag i palatset, under vilken hon personligen hade passat upp dem.
Mellan 1752 och 1766 införde hon ett nytt lagsystem för civila rättigheter: Codex Theresianus. Hon avskaffade dödsstraffet för häxeri 1776 och sedan dödsstraffet i sin helhet, som ersattes med straffarbete. Däremot lät hon tortyren kvarstå.
År 1775 undertecknade Maria Theresia en lag om allmän undervisningsplikt som innebar att alla skulle få åtnjuta undervisning i minst 6 år. Skolplikten gällde alla mellan 6 och 12 års ålder oavsett kön, i ett system baserat på det preussiska. Reformen möttes med opposition och kunde inte genomföras i alla delar av kejsardömet. Hon tillät icke-katoliker att studera och lät införa sekulära ämnen så som juridik på universiteten, vilket avskaffade det gamla utbildningssystemet, som hade kretsat kring religionen.
Maria Theresia beskrivs som from, vänlig och känslig. Hon var en entusiastisk beskyddare av musiken och älskade att uppföra konserter och operor på det nyuppförda slottet Schönbrunn.

### Senare regering och död
Den 18 augusti 1765 avled Frans Stefan. Maria Theresia tog hans död mycket hårt. Hon klippte av sig håret, drog sig tillbaka från sällskapslivet och klädde sig i sorgdräkt för resten av sitt liv, och fram till sin död isolerade hon sig varje augusti och den 18:e i varje månad på sitt rum för en ny sorgeperiod, något som hade en negativ effekt på hennes hälsa. Eftersom hon var van vid att ha en medregent utnämnde hon sin son Josef till sin medregent den 17 september 1765: han blev också vald till kejsare. Till skillnad från Frans Stefan deltog Josef reellt i regeringen, men deras samregering var besvärlig och deras personliga relation komplicerad.
Maria Theresia respekterade Josefs intellekt och Josef hennes dominanta personlighet, men deras motsatta värderingar och åsikter gjorde att de båda ofta hade svårighet att samsas. Josef gav efter inför henne och skyllde sedan ofta sina politiska misstag på henne, och Maria Theresia själva sade en gång att han inte kunde förlåta henne för att hon var den enda som stod i vägen för honom. År 1766 överlät dock Maria Theresia ansvaret för armén på Josef genom att utnämna honom till ny överbefälhavare. Både Josef och Maria Theresia sade upprepade gånger att de funderade på att abdikera eftersom de hade så svårt att samsas, men det togs aldrig på allvar av någon. År 1767 smittades Maria Theresia av smittkoppor. Hon överlevde dem och tog detta som ett tecken på Guds vilja att hon skulle regera till sin död. Hon led dock i fortsättningen av andningsbesvär, kronisk trötthet, hosta, stress, nekrofobi och sömnlöshet, och utvecklade med tiden ödem.
På Alla själars dag den 2 november 1780 förkylde Maria Theresia sig när hon företog sin vanliga vallfärd till släktens gravvalv i Kapuzinerkirche i Wien. Förkylningen övergick i lunginflammation och efter två veckors lidande avled hon den 29 november. Hon var in i det sista fullt klar i huvudet och sade själv till att tiden var inne då hon skulle få sista smörjelsen.

## Eftermäle
De "Maria-Theresiadaler" som präglades under hennes tid, och med det oförändrade årtalet 1780 även efter hennes död, kom att spridas med handeln långt utanför rikets gränser och förblev gångbara i östra medelhavsområdet och i den islamiska världen i mer än ett sekel. I Etiopien gällde de som officiellt betalningsmedel fram till och med andra världskriget, och i Jemen långt in på 1950-talet.

## Familj

### Antavla
|                  |  |  |  |  |  |  |  |                                                                 |  |  |  |  |  |  |  |                                                                 |  |  |  |  |  |  |  | 8. Kejsar Ferdinand III (1608-1657)                                     |
|                  |  |  |  |  |  |  |  |                                                                 |  |  |  |  |  |  |  |                                                                 |  |  |  |  |  |  |  |                                                                         |
|                  |  |  |  |  |  |  |  |                                                                 |  |  |  |  |  |  |  | 4. Kejsar Leopold I (1640-1705)                                 |  |  |  |  |  |  |  |                                                                         |
|                  |  |  |  |  |  |  |  |                                                                 |  |  |  |  |  |  |  |                                                                 |  |  |  |  |  |  |  |                                                                         |
|                  |  |  |  |  |  |  |  |                                                                 |  |  |  |  |  |  |  |                                                                 |  |  |  |  |  |  |  | 9. Maria Anna av Spanien (1606-1646)                                    |
|                  |  |  |  |  |  |  |  |                                                                 |  |  |  |  |  |  |  |                                                                 |  |  |  |  |  |  |  |                                                                         |
|                  |  |  |  |  |  |  |  | 2. Kejsar Karl VI (1685-1740)                                   |  |  |  |  |  |  |  |                                                                 |  |  |  |  |  |  |  |                                                                         |
|                  |  |  |  |  |  |  |  |                                                                 |  |  |  |  |  |  |  |                                                                 |  |  |  |  |  |  |  |                                                                         |
|                  |  |  |  |  |  |  |  |                                                                 |  |  |  |  |  |  |  |                                                                 |  |  |  |  |  |  |  | 10. Kurfurst Filip Vilhelm av Pfalz (1615-1690)                         |
|                  |  |  |  |  |  |  |  |                                                                 |  |  |  |  |  |  |  |                                                                 |  |  |  |  |  |  |  |                                                                         |
|                  |  |  |  |  |  |  |  |                                                                 |  |  |  |  |  |  |  | 5. Eleonora av Pfalz-Neuburg (1655-1720)                        |  |  |  |  |  |  |  |                                                                         |
|                  |  |  |  |  |  |  |  |                                                                 |  |  |  |  |  |  |  |                                                                 |  |  |  |  |  |  |  |                                                                         |
|                  |  |  |  |  |  |  |  |                                                                 |  |  |  |  |  |  |  |                                                                 |  |  |  |  |  |  |  | 11. Elisabeth Amalia av Hessen-Darmstadt (1635-1709)                    |
|                  |  |  |  |  |  |  |  |                                                                 |  |  |  |  |  |  |  |                                                                 |  |  |  |  |  |  |  |                                                                         |
| 1. Maria Teresia |  |  |  |  |  |  |  |                                                                 |  |  |  |  |  |  |  |                                                                 |  |  |  |  |  |  |  |                                                                         |
|                  |  |  |  |  |  |  |  |                                                                 |  |  |  |  |  |  |  |                                                                 |  |  |  |  |  |  |  | 12. Furst Anton Ulrik av Braunschweig-Wolfenbüttel (1633-1741)          |
|                  |  |  |  |  |  |  |  |                                                                 |  |  |  |  |  |  |  |                                                                 |  |  |  |  |  |  |  |                                                                         |
|                  |  |  |  |  |  |  |  |                                                                 |  |  |  |  |  |  |  | 6. Furst Ludvig Rudolf av Braunschweig-Wolfenbüttel (1671-1735) |  |  |  |  |  |  |  |                                                                         |
|                  |  |  |  |  |  |  |  |                                                                 |  |  |  |  |  |  |  |                                                                 |  |  |  |  |  |  |  |                                                                         |
|                  |  |  |  |  |  |  |  |                                                                 |  |  |  |  |  |  |  |                                                                 |  |  |  |  |  |  |  | 13. Elisabet Juliane av Slesvig-Holsten-Sønderborg-Nordborg (1634-1704) |
|                  |  |  |  |  |  |  |  |                                                                 |  |  |  |  |  |  |  |                                                                 |  |  |  |  |  |  |  |                                                                         |
|                  |  |  |  |  |  |  |  | 3. Elisabeth Christina av Braunschweig-Wolfenbüttel (1691-1750) |  |  |  |  |  |  |  |                                                                 |  |  |  |  |  |  |  |                                                                         |
|                  |  |  |  |  |  |  |  |                                                                 |  |  |  |  |  |  |  |                                                                 |  |  |  |  |  |  |  |                                                                         |
|                  |  |  |  |  |  |  |  |                                                                 |  |  |  |  |  |  |  |                                                                 |  |  |  |  |  |  |  | 14. Furst Albrekt Ernst I av Oettingen-Oettingen (1642-1683)            |
|                  |  |  |  |  |  |  |  |                                                                 |  |  |  |  |  |  |  |                                                                 |  |  |  |  |  |  |  |                                                                         |
|                  |  |  |  |  |  |  |  |                                                                 |  |  |  |  |  |  |  | 7. Christine Luise av Oettingen-Oettingen (1671-1747)           |  |  |  |  |  |  |  |                                                                         |
|                  |  |  |  |  |  |  |  |                                                                 |  |  |  |  |  |  |  |                                                                 |  |  |  |  |  |  |  |                                                                         |
|                  |  |  |  |  |  |  |  |                                                                 |  |  |  |  |  |  |  |                                                                 |  |  |  |  |  |  |  | 15. Christine Friederike av Württemberg (1644-1674)                     |
|                  |  |  |  |  |  |  |  |                                                                 |  |  |  |  |  |  |  |                                                                 |  |  |  |  |  |  |  |                                                                         |

### Barn och barnbarn
| Barn                                                    | Född | Gift      | Gift                                            | Död  | Barnbarn                                                              | Levnad    |
| Barn                                                    | Född | Datum     | Maka/Make                                       | Död  | Barnbarn                                                              | Levnad    |
| ------------------------------------------------------- | ---- | --------- | ----------------------------------------------- | ---- | --------------------------------------------------------------------- | --------- |
| (1) Maria Elisabeth                                     | 1737 | ogift     | –                                               | 1740 | –                                                                     | –         |
| (2) Maria Anna                                          | 1738 | abbedissa | –                                               | 1789 | –                                                                     | –         |
| (3) Maria Karolina                                      | 1740 | ogift     | dog som spädbarn                                | 1741 | –                                                                     | –         |
| (4) Kejsar Josef II                                     | 1741 | 1760      | Isabella av Parma                               | 1790 | Ärkehertiginnan Maria Teresia                                         | 1762-1770 |
| (4) Kejsar Josef II                                     | 1741 | 1760      | Isabella av Parma                               | 1790 | Ärkehertiginnan Maria Kristina                                        | 1763-1763 |
| (4) Kejsar Josef II                                     | 1741 | 1765      | Maria Josepha av Bayern                         | 1790 | inga barn                                                             | –         |
| (5) Maria Kristina                                      | 1742 | 1766      | Hertig Albert Kasimir av Sachsen-Teschen        | 1798 | Prinsessan Maria Kristina Teresia av Sachsen-Teschen                  | 1767-1767 |
| (6) Maria Elisabet                                      | 1743 | abbedissa | –                                               | 1808 | –                                                                     | –         |
| (7) Karl Josef                                          | 1745 | ogift     | –                                               | 1761 | –                                                                     | –         |
| (8) Maria Amalia, hertiginna av Parma och Piacenza      | 1746 | 1769      | Hertig Ferdinand av Parma och Piacenza          | 1804 | Carolina, prinsessa av Sachsen                                        | 1770-1804 |
| (8) Maria Amalia, hertiginna av Parma och Piacenza      | 1746 | 1769      | Hertig Ferdinand av Parma och Piacenza          | 1804 | Kung Ludvig I av Etrurien                                             | 1773-1803 |
| (8) Maria Amalia, hertiginna av Parma och Piacenza      | 1746 | 1769      | Hertig Ferdinand av Parma och Piacenza          | 1804 | Prinsessan Marie Antoinette av Parma                                  | 1774-1841 |
| (8) Maria Amalia, hertiginna av Parma och Piacenza      | 1746 | 1769      | Hertig Ferdinand av Parma och Piacenza          | 1804 | Prinsessan Carlotta av Parma                                          | 1777-1813 |
| (8) Maria Amalia, hertiginna av Parma och Piacenza      | 1746 | 1769      | Hertig Ferdinand av Parma och Piacenza          | 1804 | Prins Filip av Parma                                                  | 1783-1786 |
| (8) Maria Amalia, hertiginna av Parma och Piacenza      | 1746 | 1769      | Hertig Ferdinand av Parma och Piacenza          | 1804 | Prinsessan Antonia av Parma                                           | 1784-1784 |
| (8) Maria Amalia, hertiginna av Parma och Piacenza      | 1746 | 1769      | Hertig Ferdinand av Parma och Piacenza          | 1804 | Prinsessan Luigia Maria av Parma                                      | 1787-1789 |
| (9) Kejsar Leopold II                                   | 1747 | 1765      | Maria Ludovika av Spanien                       | 1792 | Maria Teresia, drottning av Sachsen                                   | 1767-1827 |
| (9) Kejsar Leopold II                                   | 1747 | 1765      | Maria Ludovika av Spanien                       | 1792 | Kejsar Frans II                                                       | 1768-1835 |
| (9) Kejsar Leopold II                                   | 1747 | 1765      | Maria Ludovika av Spanien                       | 1792 | Storhertig Ferdinand III av Toscana                                   | 1769-1824 |
| (9) Kejsar Leopold II                                   | 1747 | 1765      | Maria Ludovika av Spanien                       | 1792 | Ärkehertiginnan Maria Anna                                            | 1770-1809 |
| (9) Kejsar Leopold II                                   | 1747 | 1765      | Maria Ludovika av Spanien                       | 1792 | Ärkehertig Karl av Österrike, hertig av Teschen, fältherre            | 1771-1847 |
| (9) Kejsar Leopold II                                   | 1747 | 1765      | Maria Ludovika av Spanien                       | 1792 | Ärkehertig Alexander Leopold                                          | 1772-1795 |
| (9) Kejsar Leopold II                                   | 1747 | 1765      | Maria Ludovika av Spanien                       | 1792 | Ärkehertig Albrekt Johan Josef                                        | 1773-1774 |
| (9) Kejsar Leopold II                                   | 1747 | 1765      | Maria Ludovika av Spanien                       | 1792 | Ärkehertig Maximilian                                                 | 1774-1778 |
| (9) Kejsar Leopold II                                   | 1747 | 1765      | Maria Ludovika av Spanien                       | 1792 | Ärkehertig Josef Anton, regent av Ungern                              | 1776-1847 |
| (9) Kejsar Leopold II                                   | 1747 | 1765      | Maria Ludovika av Spanien                       | 1792 | Maria Klementina, hertiginna av Kalabrien                             | 1777-1801 |
| (9) Kejsar Leopold II                                   | 1747 | 1765      | Maria Ludovika av Spanien                       | 1792 | Ärkehertig Anton Viktor, vicekung av Lombardien                       | 1779-1835 |
| (9) Kejsar Leopold II                                   | 1747 | 1765      | Maria Ludovika av Spanien                       | 1792 | Ärkehertiginnan Maria Amalia                                          | 1780-1798 |
| (9) Kejsar Leopold II                                   | 1747 | 1765      | Maria Ludovika av Spanien                       | 1792 | Ärkehertig Johan                                                      | 1782-1859 |
| (9) Kejsar Leopold II                                   | 1747 | 1765      | Maria Ludovika av Spanien                       | 1792 | Ärkehertig Rainer                                                     | 1783-1853 |
| (9) Kejsar Leopold II                                   | 1747 | 1765      | Maria Ludovika av Spanien                       | 1792 | Ärkehertig Ludvig                                                     | 1784-1864 |
| (9) Kejsar Leopold II                                   | 1747 | 1765      | Maria Ludovika av Spanien                       | 1792 | Ärkehertig Rudolf, kardinal                                           | 1788-1831 |
| (10) Karolina                                           | 1748 | ogift     | dog som spädbarn                                | 1748 | –                                                                     | –         |
| (11) Johanna Gabriela                                   | 1750 | ogift     | –                                               | 1762 | –                                                                     | –         |
| (12) Maria Josefa                                       | 1751 | ogift     | –                                               | 1767 | –                                                                     | –         |
| (13) Maria Karolina, drottning av Neapel och Sicilien   | 1752 | 1768      | Kung Ferdinand IV av Neapel och Sicilien        | 1814 | Maria Teresa, kejsarinna                                              | 1772-1807 |
| (13) Maria Karolina, drottning av Neapel och Sicilien   | 1752 | 1768      | Kung Ferdinand IV av Neapel och Sicilien        | 1814 | Lovisa, storhertiginna av Toscana                                     | 1773-1802 |
| (13) Maria Karolina, drottning av Neapel och Sicilien   | 1752 | 1768      | Kung Ferdinand IV av Neapel och Sicilien        | 1814 | Prins Carlo av Neapel och Sicilien                                    | 1775-1778 |
| (13) Maria Karolina, drottning av Neapel och Sicilien   | 1752 | 1768      | Kung Ferdinand IV av Neapel och Sicilien        | 1814 | Prinsessan Maria Anna av Neapel och Sicilien                          | 1775-1780 |
| (13) Maria Karolina, drottning av Neapel och Sicilien   | 1752 | 1768      | Kung Ferdinand IV av Neapel och Sicilien        | 1814 | Kung Frans I av Bägge Sicilierna                                      | 1777-1830 |
| (13) Maria Karolina, drottning av Neapel och Sicilien   | 1752 | 1768      | Kung Ferdinand IV av Neapel och Sicilien        | 1814 | Maria Kristina, drottning av Sardinien                                | 1779-1849 |
| (13) Maria Karolina, drottning av Neapel och Sicilien   | 1752 | 1768      | Kung Ferdinand IV av Neapel och Sicilien        | 1814 | Prins Carlo av Neapel och Sicilien                                    | 1780-1789 |
| (13) Maria Karolina, drottning av Neapel och Sicilien   | 1752 | 1768      | Kung Ferdinand IV av Neapel och Sicilien        | 1814 | Prins Giuseppe av Neapel och Sicilien                                 | 1781-1783 |
| (13) Maria Karolina, drottning av Neapel och Sicilien   | 1752 | 1768      | Kung Ferdinand IV av Neapel och Sicilien        | 1814 | Maria Amalia, Fransmännens drottning                                  | 1782-1866 |
| (13) Maria Karolina, drottning av Neapel och Sicilien   | 1752 | 1768      | Kung Ferdinand IV av Neapel och Sicilien        | 1814 | Maria Antonia, prinsessa av Asturien                                  | 1784-1806 |
| (13) Maria Karolina, drottning av Neapel och Sicilien   | 1752 | 1768      | Kung Ferdinand IV av Neapel och Sicilien        | 1814 | Prinsessan Maria Clothilde av Neapel och Sicilien                     | 1786-1792 |
| (13) Maria Karolina, drottning av Neapel och Sicilien   | 1752 | 1768      | Kung Ferdinand IV av Neapel och Sicilien        | 1814 | Prinsessan Maria Enrichetta av Neapel och Sicilien                    | 1787-1792 |
| (13) Maria Karolina, drottning av Neapel och Sicilien   | 1752 | 1768      | Kung Ferdinand IV av Neapel och Sicilien        | 1814 | Prins Carlo av Neapel och Sicilien                                    | 1788-1789 |
| (13) Maria Karolina, drottning av Neapel och Sicilien   | 1752 | 1768      | Kung Ferdinand IV av Neapel och Sicilien        | 1814 | Prins Leopold, furste av Salerno                                      | 1790-1851 |
| (13) Maria Karolina, drottning av Neapel och Sicilien   | 1752 | 1768      | Kung Ferdinand IV av Neapel och Sicilien        | 1814 | Prins Alberto av Neapel och Sicilien                                  | 1792-1798 |
| (13) Maria Karolina, drottning av Neapel och Sicilien   | 1752 | 1768      | Kung Ferdinand IV av Neapel och Sicilien        | 1814 | Prinsessan Maria Isabella                                             | 1793-1801 |
| (14) Ferdinand Karl                                     | 1754 | 1771      | Hertiginnan Maria Beatrice av Massa och Carrara | 1829 | Ärkehertig Josef Frans av Österrike-Este                              | 1772-1772 |
| (14) Ferdinand Karl                                     | 1754 | 1771      | Hertiginnan Maria Beatrice av Massa och Carrara | 1829 | Maria Teresia, drottning av Sardinien                                 | 1773-1832 |
| (14) Ferdinand Karl                                     | 1754 | 1771      | Hertiginnan Maria Beatrice av Massa och Carrara | 1829 | Ärkehertiginnan Josefa av Österrike Este                              | 1775-1777 |
| (14) Ferdinand Karl                                     | 1754 | 1771      | Hertiginnan Maria Beatrice av Massa och Carrara | 1829 | Maria Leopoldina, kurfurstinna av Bayern                              | 1776-1848 |
| (14) Ferdinand Karl                                     | 1754 | 1771      | Hertiginnan Maria Beatrice av Massa och Carrara | 1829 | Hertig Francesco IV av Modena och Reggio                              | 1779-1846 |
| (14) Ferdinand Karl                                     | 1754 | 1771      | Hertiginnan Maria Beatrice av Massa och Carrara | 1829 | Ärkehertig Ferdinand Karl av Österrike-Este, fältherre                | 1781-1850 |
| (14) Ferdinand Karl                                     | 1754 | 1771      | Hertiginnan Maria Beatrice av Massa och Carrara | 1829 | Ärkehertig Maximilian Josef av Österrike-Este                         | 1782-1863 |
| (14) Ferdinand Karl                                     | 1754 | 1771      | Hertiginnan Maria Beatrice av Massa och Carrara | 1829 | Ärkehertiginnan Maria Antonia av Österrike-Este                       | 1784-1786 |
| (14) Ferdinand Karl                                     | 1754 | 1771      | Hertiginnan Maria Beatrice av Massa och Carrara | 1829 | Ärkehertig Karl Ambrosius av Österrike-Este, furstbiskop av Esztergom | 1785-1809 |
| (14) Ferdinand Karl                                     | 1754 | 1771      | Hertiginnan Maria Beatrice av Massa och Carrara | 1829 | Marie Ludovika, kejsarinna                                            | 1787-1816 |
| (15) Marie-Antoinette, drottning av Frankrike           | 1755 | 1770      | Kung Ludvig XVI av Frankrike                    | 1793 | Prinsessan Marie Therese, hertiginna av Angoulême                     | 1778-1851 |
| (15) Marie-Antoinette, drottning av Frankrike           | 1755 | 1770      | Kung Ludvig XVI av Frankrike                    | 1793 | Prins Ludvig Josef av Frankrike                                       | 1781-1789 |
| (15) Marie-Antoinette, drottning av Frankrike           | 1755 | 1770      | Kung Ludvig XVI av Frankrike                    | 1793 | Kung Ludvig XVII av Frankrike                                         | 1785-1795 |
| (15) Marie-Antoinette, drottning av Frankrike           | 1755 | 1770      | Kung Ludvig XVI av Frankrike                    | 1793 | Prinsessan Sophie Hélène Béatrix av Frankrike                         | 1786-1787 |
| (16) Maximilian Franz, ärkebiskop och kurfurste av Köln | 1756 | ogift     | –                                               | 1801 | –                                                                     | –         |